# Återvänningssjön
Återvänningssjön är en sjö i Sundsvalls kommun i Medelpad och ingår i Indalsälvens huvudavrinningsområde. Sjön har en area på 1,66 kvadratkilometer och ligger 331 meter över havet. Sjön avvattnas av vattendraget Ljustorpsån (Återvänningsån).

## Delavrinningsområde
Återvänningssjön ingår i det delavrinningsområde (697373-156502) som SMHI kallar för Utloppet av Återvänningssjön. Medelhöjden är 356 meter över havet och ytan är 9,57 kvadratkilometer. Räknas de 7 avrinningsområdena uppströms in blir den ackumulerade arean 52,74 kvadratkilometer. Ljustorpsån (Återvänningsån) som avvattnar avrinningsområdet har biflödesordning 2, vilket innebär att vattnet flödar genom totalt 2 vattendrag innan det når havet efter 65 kilometer. Avrinningsområdet består mestadels av skog (71 procent). Avrinningsområdet har 1,72 kvadratkilometer vattenytor vilket ger det en sjöprocent på 18 procent.